# Мазоку
Мазоку (порт. Mazouco; МФА: [mɐ.ˈzo.ku]) — парафія в Португалії, у муніципалітеті Фрейшу-де-Ешпада-а-Сінта. Розташована в північно-східній частині країни, на теренах історичної португальської провінції Трансмонтана. Входить до складу округу Браганса. За адміністративним поділом, чинним до 1976 року, терени парафії були складовою провінції Трансмонтана і Верхнє Дору. Належить до Брагансько-Мірандської діоцезії Католицької церкви. Патрон — святий Ісидор. Площа — 18,6855 км². Населення — 167 ос. (2011). Слабо урбанізований регіон. Густота населення — 8,94 осіб/км²
. Код — 040405.

## Населення
| Кількість мешканців | Кількість мешканців | Кількість мешканців | Кількість мешканців | Кількість мешканців | Кількість мешканців | Кількість мешканців | Кількість мешканців | Кількість мешканців | Кількість мешканців | Кількість мешканців | Кількість мешканців | Кількість мешканців | Кількість мешканців | Кількість мешканців |
| ------------------- | ------------------- | ------------------- | ------------------- | ------------------- | ------------------- | ------------------- | ------------------- | ------------------- | ------------------- | ------------------- | ------------------- | ------------------- | ------------------- | ------------------- |
| 1864                | 1878                | 1890                | 1900                | 1911                | 1920                | 1930                | 1940                | 1950                | 1960                | 1970                | 1981                | 1991                | 2001                | 2011                |
| 290                 | 384                 | 354                 | 386                 | 434                 | 430                 | 508                 | 520                 | 582                 | 566                 | 391                 | 363                 | 259                 | 206                 | 167                 |